# Бернар Шартрский
Бернар (Бернард) Шартрский (лат. Bernardus Carnotensis / Carnutensis — Карнутский; фр. Bernard de Chartres, род. около 1070—1080; умер около 1130 года) — французский философ-платоник, представитель шартрской философской школы; магистр школы с 1114 и канцлер с 1119 по 1124/1126 годы.
Старший брат другого философа этой школы, Тьерри Шартрского.
Бернар занимался комментированием трудов Платона, но более всего известен формулировкой: «…мы подобны карликам, усевшимся на плечах великанов; мы видим больше и дальше, чем они, не потому, что обладаем лучшим зрением, и не потому, что выше их, но потому, что они нас подняли и увеличили наш рост собственным величием».